# Oberea floresica
Oberea floresica là một loài bọ cánh cứng trong họ Cerambycidae.